# Schoenobryum evanescens
Schoenobryum evanescens är en bladmossart som beskrevs av Monte Gregg Manuel 1977. Schoenobryum evanescens ingår i släktet Schoenobryum och familjen Cryphaeaceae. Inga underarter finns listade i Catalogue of Life.